# Nissa Rebela
| Basisdaten      | Basisdaten          |
| --------------- | ------------------- |
| Gründungsdatum: | 2005                |
| Vorsitzender:   | Philippe Vardon     |
| Website:        | www.nissarebela.com |

Nissa Rebela ist eine Bewegung der politischen Rechten im Raum der französischen Stadt Nizza. Sie ist dem Bloc identitaire zugehörig.